# Municipio de Miller (Nebraska)
El municipio de Miller (en inglés: Miller Township) es un municipio ubicado en el condado de Knox en el estado estadounidense de Nebraska. En el año 2010 tenía una población de 182 habitantes y una densidad poblacional de 1,95 personas por km².

## Geografía
El municipio de Miller se encuentra ubicado en las coordenadas 42°28′26″N 98°0′16″O / 42.47389, -98.00444. Según la Oficina del Censo de los Estados Unidos, el municipio tiene una superficie total de 93.53 km², de la cual 93,44 km² corresponden a tierra firme y (0,1 %) 0,1 km² es agua.

## Demografía
Según el censo de 2010, había 182 personas residiendo en el municipio de Miller. La densidad de población era de 1,95 hab./km². De los 182 habitantes, el municipio de Miller estaba compuesto por el 97,8 % blancos, el 1,65 % eran amerindios y el 0,55 % eran de una mezcla de razas. Del total de la población el 0 % eran hispanos o latinos de cualquier raza.